# Richard Cavendish
Richard Cavendish (Henley-on-Thames, 12 agosto 1930 – 21 ottobre 2016) è stato uno storico e scrittore britannico, prolifico autore di testi riguardanti la storia inglese, l'occultismo, i tarocchi, la mitologia e le religioni.

## Biografia
Figlio di un sacerdote della Chiesa d'Inghilterra, visse con la famiglia negli Stati Uniti complessivamente per otto anni, trascorsi fra Los Angeles e New York City. Sua figlia è Camilla Cavendish, baronessa di Cavendish of Little Venice, membro conservatore alla Camera dei Lord ed ex collaboratrice dello staff del premier David Cameron.
Educato al Christ's Hospital di Horsham, nel West Sussex, si laureò in medievistica al Brasenose College di Oxford. Scrisse monografie inerenti alla storia politico-social della Gran Bretagna, la tradizione magica popolare e la storia dell'occultismo sia dell'isola che del continente europeo.
Il suo lavoro di ricerca è apprezzato per la cura approfondita e per il punto di vista gnostico col quale vengono affrontati temi talora anche controversi. Libri come The Black Arts, la sua opera più nota, The Powers of Evil in Western Religion, Magic and Folk Belief, l'enciclopedia Man, Myth & Magic, della quale fu sia autore che editore, sembrano essere stati scritti per un pubblico laico piuttosto che per studiosi. Inoltre, collaborò regolarmente alla rivista History Today.